# ستيوارت ماير
الأدميرال الخلفي ستيوارت كامبل ماير (بالإنجليزية: Stuart Campbell Mayer)‏ ضابط كبير في البحرية الملكية الأسترالية الذي يتولى منصب قائد الأسطول الأسترالي منذ 12 يونيو 2014.

## المسيرة العسكرية البحرية
أكمل ماير شهادة المدرسة العليا في عام 1983 في مدرسة شمال سيدني الثانوية للبنين. انضم إلى كلية البحرية الملكية الأسترالية في عام 1984 كمختص بحار وبعد الانتهاء من التدريب الأولي عين ماير على متن السفينة جلادستون ثم داروين. أكمل ماير التدريب كمراقب لاعتراض الهواء وعاد إلى البحر في سفينتي كانبيرا ثم سيدني بما في ذلك الخدمة على متن سيدني «كموظف مراقبة اعتراض الهواء ومسؤول الصعود خلال نشر تلك السفينة التشغيلية في الخليج العربي خلال الفترة من 1990 إلى 1991 في حرب الخليج الثانية».
في عام 1993 بدأ ماير التدريب بوصفه ضابط الحرب الرئيسي (الاتجاه) وتخرج بتميز في عام 1994. كمدير التوجيه خدم ماير على متن سفينتي كانبيرا وأديليد واضطلع في مجموعة واسعة من عمليات الانتشار الإقليمية والعمليات بما في ذلك خدمة وحدة المهام كموظف العمليات خلال عملية الاستقرار - عمليات قوات الدفاع الديمقراطية دعما لاستقلال تيمور الشرقية.
في يناير 2000 تم ترقيته إلى قائد ونشر إلى الولايات المتحدة كأول ضابط اتصال قوات الدفاع الديمقراطية لقيادة القوات المشتركة الأمريكية التي يقع مقرها في نورفولك في ولاية فيرجينيا. عاد ماير من الولايات المتحدة في منتصف عام 2002 وتولى قيادة السفينة كانبيرا.
غادر ماير السفينة كانبيرا في يوليو 2004 وتم ترقيته إلى رتبة نقيب بحري وتولى منصب كبير موظفي الأركان (العمليات) في المقر البحري في أستراليا في يناير 2005. أثناء عمله في المقر البحري فقد نشر بصفته قائد فريق المهام 58.1 نائب قائد عمليات الأمن البحري في شمال الخليج العربي. حصل ماير على ثناء على الخدمة المتميزة ل«أدائه المتميز» في هذا الدور. عاد ماير إلى المقر البحري في أكتوبر 2005 واستأنف مهامه كرئيس أركان العمليات (العمليات). «إنجازه المتميز» عندما كان المقر البحري حقق له جائزة «صليب الخدمة الواضحة» في عام 2008.
في يناير 2007 درس ماير في كلية الدفاع الأسترالية وحصل على الماجستير في الآداب في الدراسات الاستراتيجية. تولى قيادة الفرقاطة أنزاك في ديسمبر 2007 واستكمل عمليات نشر في تمرين ريمباك وجنوب شرق آسيا كقائد مجموعة مهام البحرية الملكية الأسترالية. غادر ماير أنزاك في منتصف عام 2009 وتم ترقيته إلى عميد بحري وعين قائد قوة الاستقرار الدولية متعددة الجنسيات في تيمور الشرقية في 24 أكتوبر 2009. كأول ضابط من غير الجيش يقوم بهذا الأمر أظهر ماير "قيادة ملهمة ومبادرة وتفاني متميز في العمل في "بيئة أمنية مستقرة ولكن هشة" خلال فترة انتشاره التي استمرت ستة أشهر والتي منحته وسام وميدالية التيموريين الشرقيين.
عند عودة ماير إلى أستراليا في أبريل 2010 تولى مهامه كعميد بحري في مقر الأسطول. تم ترقيته إلى الأميرال الخلفي وعين قائد الأسطول الأسترالي في 12 يونيو 2014. اعترافا ب«تفانيه الذي لا يملأ نفسه في أداء واجباته وإنجازه المتميز» في هذه الأدوار العليا كان ماير ضابطا في أمر أستراليا في عام 2017 في شرف أستراليا.